# 朱华荣 (法学家)
朱华荣（1929年1月26日—2018年2月15日）四川省璧山县人，中华人民共和国刑法学的创始人之一。

## 生平
1948年秋，自四川大学法律系毕业，获法学士学位。1951年8月被保送至中国人民大学法律系学习。1953年2月被抽调至中国人民大学刑法教研室担任教员，研究苏联刑法，并负责筹建中国刑法教程，成为中华人民共和国刑法学的创始人之一。1958年被划为“右派”，调到资料室工作。1963年被下放支援安徽芜湖，先后在中学、小学任教。直到1978年恢复重建华东政法学院，他才被调到上海任教。1982年参加了中华人民共和国司法部领导的“审判林彪、江青反革命集团”律师组工作，被最高人民法院特别法庭指定为江青的辩护律师。此后任华东政法学院教授、研究生导师。主要研究方向是中国刑法学、中国古代刑法史、比较刑法学、法律思想史。
2018年2月15日，朱华荣在上海华山医院病逝，享年89岁。

## 著作
朱华荣发表学术论文100多篇。出版或参编《中华人民共和国刑法总则讲义》、《各个刑法比较研究》、《中国刑法通史》、《中国法律思想史》等著作。